# Kapiruha
Kapiruha fou una ciutat de l'Imperi Hitita, al nord d'Hattusa, que fou saquejada pels kashka després del 1400 aC sota el regnat d'Arnuwandas I.